# Con mắt bão
Con mắt bão là bộ phim truyền hình thể loại chiến tranh của Việt Nam phát hành năm 2012, do Văn Lượng và Ngọc Thùy đạo diễn, nhà văn Nguyễn Khắc Phục viết kịch bản. Bộ phim dài 20 tập, lấy bối cảnh thành phố Hải Phòng từ năm 1960 đến cho đến năm 1975 với Chiến dịch Linebacker II.

## Nội dung
Gia đình Bậc - một vị Bí thư xã - có bốn người người là Đảng viên thì ba người bị buộc phải xin ra khỏi Ðảng hoặc bị kỷ luật vì một số lí do. Mỗi số phận trong gia đình này đều liên quan và phản ánh một phần cuộc sống và chiến đấu của Hải Phòng.
Ông Bậc là điển hình của mẫu bí thư đảng, có tri thức và sự cần cù nhưng gia trưởng, quyết đoán nhưng bảo thủ. Vợ ông lại tiêu biểu cho tính cách của người phụ nữ nông thôn, yêu ghét rõ ràng, khi cần có thể đấu tranh vì gia đình. Bình, con trai ông Bậc, một thuyền trưởng tàu không số, quyết hy sinh chứ không để tàu lọt vào tay địch. Lựu con gái ông Bậc, một trung đội phó trung đội nữ dân quân, cá tính, mạnh mẽ ngoài trận địa nhưng cả tin trong tình yêu và dễ bị lợi dụng.

## Diễn viên
- Trọng Hùng trong vai Lê Bình
- Bùi Thanh Lê trong vai Mai Nhung
- Nhung Kate trong vai Lựu
- Quân Anh trong vai Đức
- Cao Khải trong vai Chiến
- Viết Liên trong vai ông Bậc
- Bích Ngọc trong vai bà Bậc
- Văn Như trong vai Hoàng Thi
- Phương Nhã trong vai Thanh
- Hữu Trà trong vai Định
- Hoàng Yến trong vai Mai
- Hải Hà trong vai Tâm
- Bắc Việt trong vai ông Vĩnh
- Tấn Trường trong vai ông Khắc
- Tô Tiến trong vai Phan Dũng
- Xuân Thấm trong vai ông Mài
- Viết Ban trong vai Chủ tịch xã
- Hồng Minh trong vai ông Bắc
- Hồng Chương trong vai ông Cùi

## Sản xuất

### Tiền kỳ
Ý tưởng kịch bản của Con mắt bão được nhà văn Nguyễn Khắc Phục ấp ủ trong 40 năm, từ năm 1967, khi ông viết trường ca Con mắt bão. Đây là bộ phim lịch sử đầu tiên về thành phố Hải Phòng. Dù đã lên kế hoạch từ năm 2004 nhưng phải đến đầu năm 2012 bộ phim mới được thực hiện.

### Ghi hình
Từ 300 người tham gia tuyển diễn viên, đoàn làm phim đã chọn ra hơn 60 người tham gia lớp đào tạo diễn viên trong vòng 20 ngày. Bộ phim có 30% kinh phí do Ủy ban nhân dân thành phố Hải Phòng đầu tư, 40% của Đài Phát thanh – Truyền hình Hải Phòng và 30% còn lại được Xưởng phim xã hội hóa do tổng đạo diễn Văn Lượng kêu gọi. Một phần kinh phí xã hội hóa do Công ty cổ phần Việt Nam Tinh Hoa tài trợ. Ngoài một số địa điểm ở Hải Phòng như ngập mặn Tiên Lãng, trận địa pháo Đình Vũ, Con mắt bão còn được ghi hình tại Vịnh Bái Tử Long, Quảng Ninh và vùng biển Đà Nẵng.

### Âm nhạc
| STT | Nhan đề                     | Phổ lời     | Phổ nhạc    | Ca sĩ      | Thời lượng |
| --- | --------------------------- | ----------- | ----------- | ---------- | ---------- |
| 1.  | "Đi tìm hạt vàng mười"      | Văn Lượng   | Duy Thái    | Đức Long   |            |
| 2.  | "Về lại hoa vàng"           | Văn Lượng   | Hoàng Lương | Đức Long   |            |
| 3.  | "Tiếng hát vang ra biển xa" | Hoàng Lương | Hoàng Lương | Hoàng Thái |            |

### Phần 2
Phần II của bộ phim dự kiến gồm 20 tập  sau đó rút xuống còn 15 tập, lấy bối cảnh sau năm 1975. Nhưng kế hoạch này đã không được thực hiện

## Phát hành
Ngày 21 tháng 12 năm 2012, Con mắt bão được tổ chức họp báo ra mắt tại Rạp chiếu phim Quốc gia. Để bù lỗ cho bộ phim, Đài Truyền hình Hải Phòng chấp nhận lùi lịch chiếu một thời gian để đoàn làm phim bán bản quyền phát hành một cho Đài Truyền hình Việt Nam và Đài Truyền hình Thành phố Hồ Chí Minh.

## Giải thưởng
| Năm  | Giải thưởng         | Hạng mục         | Đề cử     | Kết quả       | Chú thích |
| ---- | ------------------- | ---------------- | --------- | ------------- | --------- |
| 2013 | Giải Cánh diều 2012 | Phim truyền hình | (bộ phim) | Cánh diều bạc | [ 9 ]     |